# Monchy-Saint-Éloi
Monchy-Saint-Éloi is een gemeente in het Franse departement Oise (regio Hauts-de-France). De plaats maakt deel uit van het arrondissement Clermont. Monchy-Saint-Éloi telde op 1 januari 2022 2.161 inwoners.

## Geografie
De oppervlakte van Monchy-Saint-Éloi bedroeg op 1 januari 2022 3,88 vierkante kilometer; de bevolkingsdichtheid was toen 557 inwoners per km².

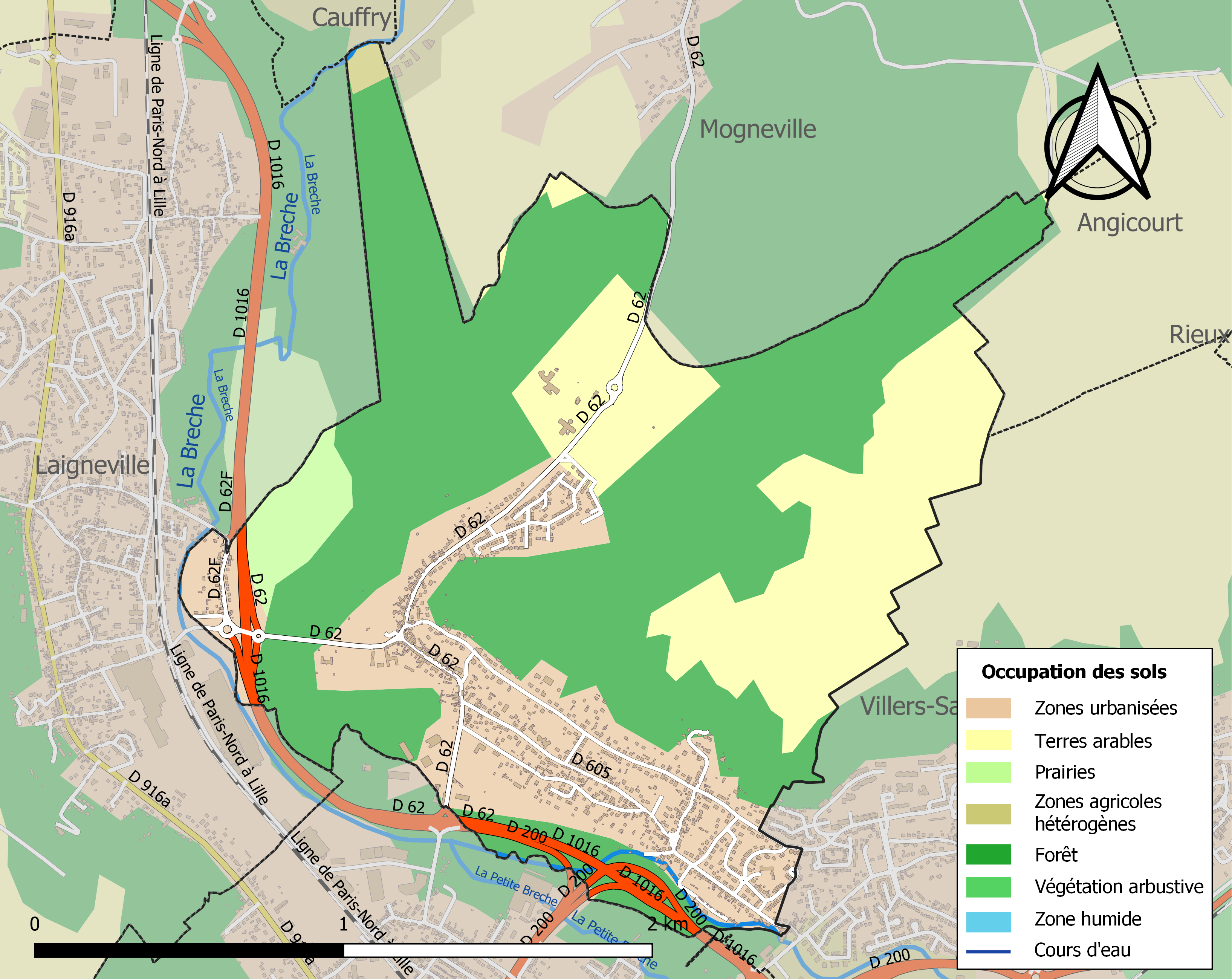
Kaart van de gemeente met belangrijkste infrastructuur, bodemgebruik en omliggende gemeenten

## Demografie
Onderstaande figuur toont het verloop van het inwonertal (bron: INSEE-tellingen).